# Syčëvka
Syčëvka in russo Сычёвка? è una cittadina della Russia europea, situata nell'oblast' di Smolensk a circa 230 km da Smolensk, sorge tra i fiumi Los'mina e Vazuza. Tra i secoli XII -XIV il suo territorio costituiva il più piccolo principato della Rus' di Kiev, ricevette lo status di città nel 1776 ed è capoluogo del Syčëvskij rajon.